# 울진 장씨
울진 장씨(蔚珍 張氏)는 경상북도 울진군을 본관으로 하는 한국의 성씨이다. 시조 장말익(張末翼)은 안동 장씨의 시조인 장정필의 후손으로 고려에서 문하시중평장사 등을 지내며 울진부원군에 봉해졌다.

## 참고 자료
- “울진장씨(蔚珍張氏)”. 뿌리를 찾아서.[깨진 링크(과거 내용 찾기)]